# Pauxi unicornis
L'hocco cornuto (Pauxi unicornis Bond et Meyer de Schauensee, 1939)  è un uccello galliforme della famiglia dei Cracidi che abita le foreste umide tropicali e subtropicali della Bolivia. Fu descritto per la prima volta da James Bond e Meyer de Schauensee nel 1939 da un esemplare raccolto in Bolivia, e si pensava che altri uccelli descritti dal Perù nel 1971 fossero una nuova sottospecie; tuttavia, la posizione tassonomica (come sottospecie o specie indipendente) degli esemplari peruviani trovati nel 1971 non è chiara. L'hocco cornuto è un grande uccello prevalentemente nero con un caratteristico caschetto sulla fronte. È un uccello raro con un areale limitato e che a causa della perdita di habitat è stato classificato come "in pericolo critico di estinzione" dall'Unione internazionale per la conservazione della natura.